# Fabianów (przystanek kolejowy)
Fabianów – przystanek osobowy zlikwidowanej w 1986 roku linii Krotoszyńskiej Kolei Dojazdowej relacji Krotoszyn Wąskotorowy − Dobrzyca − Pleszew Wąskotorowy − Pleszew Miasto − Broniszewice. Przystanek został wybudowany w 1900 roku. Znajdował się we wsi Fabianów, w gminie Dobrzyca, w powiecie pleszewskim, w województwie wielkopolskim.